# Command and Conquer 3 : La Fureur de Kane
Command and Conquer 3 : La Fureur de Kane (Command and Conquer 3: Kane's Wrath en version originale) est une extension du jeu vidéo de stratégie en temps réel Command and Conquer 3 : Les Guerres du Tiberium. Développé par BreakAway Games et EA Los Angeles puis édité par Electronic Arts, le jeu est sorti sur PC en mars 2008 et sur Xbox 360 en juin 2008.

## Système de jeu
La Fureur de Kane introduit six sous-factions, grâce à la puissance intellectuelle, à raison de deux par faction : les Griffes d'Acier et le ZOCOM pour le GDI, La Main Noire et Les Marqués de Kane pour le NOD et enfin Vengeance-17 et Domination-59 pour les Scrins. Chacune de ces sous-factions introduit de nouvelles unités.
Un nouveau mode de jeu, baptisé Conquête Globale, voit également le jour avec cette extension. Il permet au joueur de partir à la conquête du monde en s'emparant des territoires adverses, tout en consolidant ses propres défenses. À la différence de modes de jeu similaires, tels que la campagne solo de Dawn of War: Dark Crusade ou encore le mode Guerre de l'Anneau de Le Seigneur des Anneaux : la Bataille pour la Terre du milieu, la victoire  par annihilation de l'adversaire n'est pas la seule manière de sortir victorieux d'une partie. En effet, chaque faction se voit assigner un objectif qui lui est propre.
Le Nod devra générer un  niveau maximal d'insurrection dans un certain nombre de villes pour pouvoir l'emporter. Le GDI, lui devra contrôler environ un tiers de la planète et enfin les Scrins devront terminer 9 Tours-Armatures depuis leur bases.

## Histoire
L’histoire est centrée sur la confrérie du Nod avant, pendant et après la troisième guerre du Tiberium. Le joueur incarne Légion, une forme de vie Bio-technologique créée par Kane afin de commander ses armées. Le joueur découvre la difficulté pour Kane de revenir après sa défaite lors de la seconde guerre, les dessous de tous les évènements de la troisième guerre et enfin l'après guerre.

## Accueil
| La Fureur de Kane |      |       |
| Média             | Pays | Notes |
| Cyber Stratège    | FR   | 7/10  |
| GameSpot          | US   | 75 %  |
| Jeuxvideo.com     | FR   | 14/20 |
| Joypad            | FR   | 12/20 |
| Joystick          | FR   | 7/10  |